# Яштрексола
Яштрексо́ла (рос. Яштрексола, марій. Яштрексола) — присілок у складі Новотор'яльського району Марій Ел, Росія. Входить до складу Старотор'яльського сільського поселення.

## Населення
Населення — 2 особи (2010; 12 у 2002).
Національний склад (станом на 2002 рік):
- лучні марійці — 100 %